# Daniel Georg Morhof

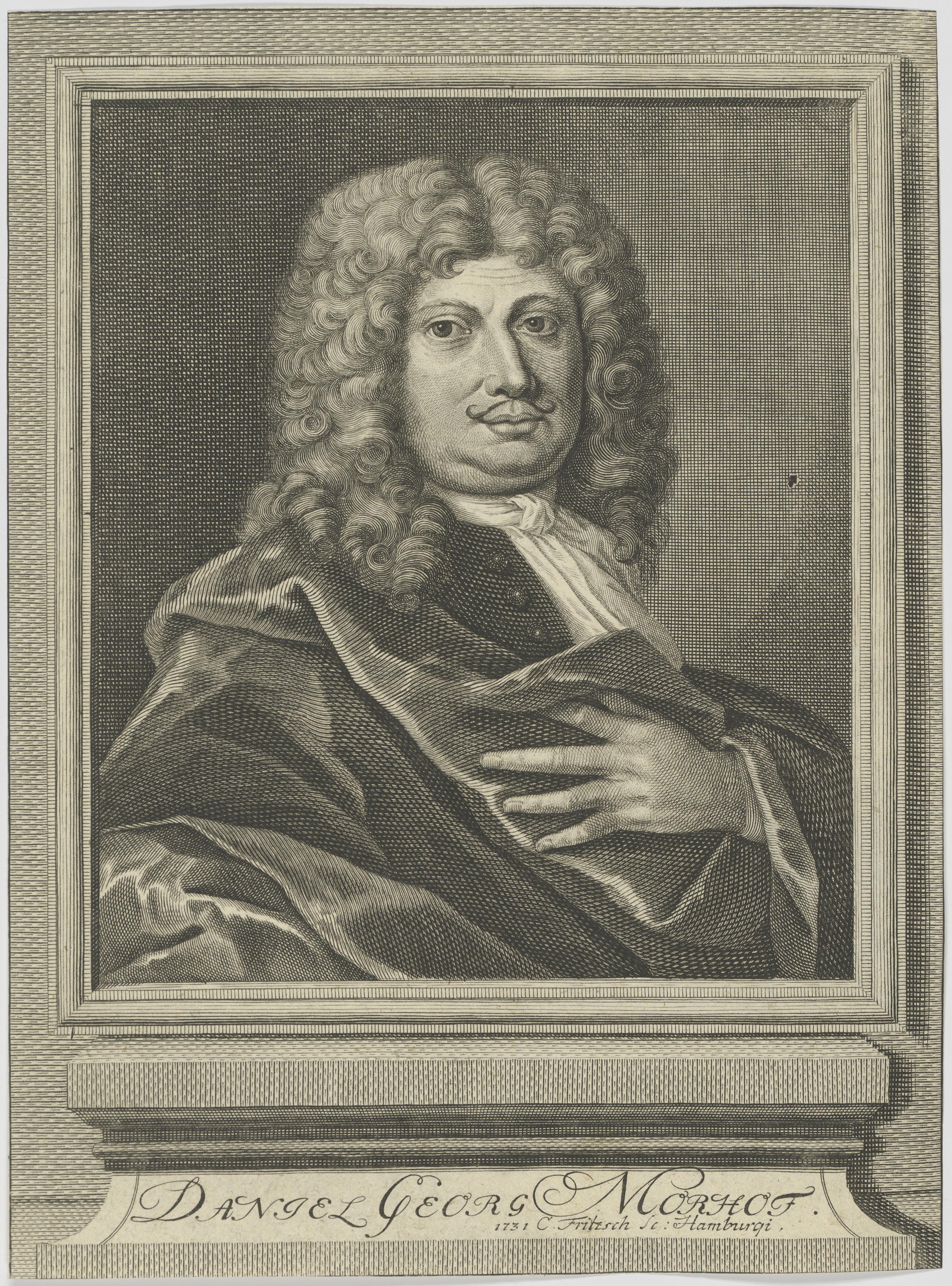
Daniel Georg Morhof, Kupferstich von 1731

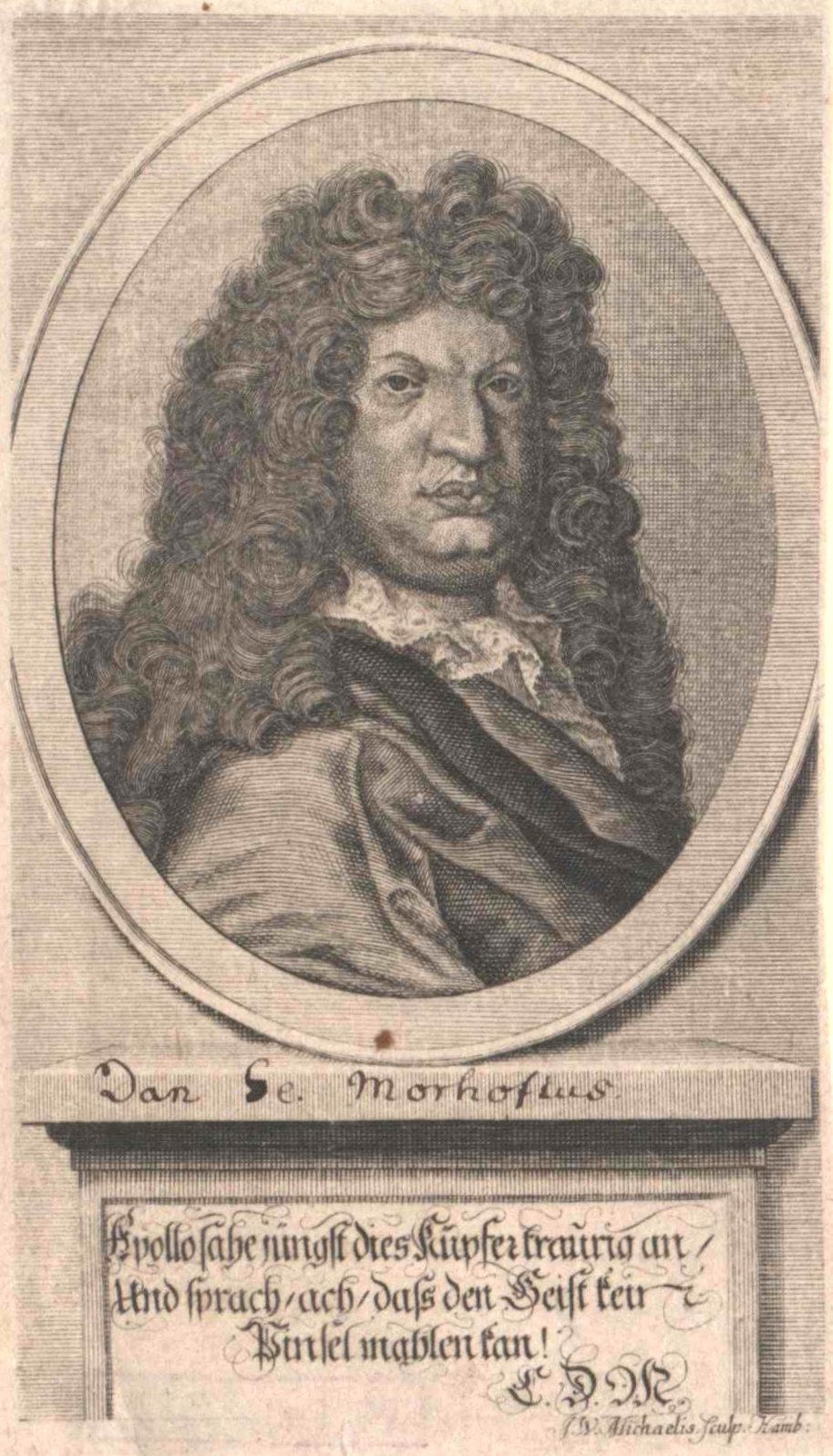
Daniel Georg Morhof, Stich von Johann Wilhelm Michaelis

Daniel Georg Morhof (* 6. Februar 1639 in Wismar; † 30. Juli 1691 in Lübeck) war ein namhafter deutscher Literaturhistoriker und Universalgelehrter.

## Leben
Morhof war Sohn eines Wismarer Juristen und studierte in Rostock unter Johann Lauremberg und Andreas Tscherning.  Nach Tschernings Tod übernahm er 1660 dessen Lehrstuhl für Poesie. 1665 akzeptierte er eine Berufung als Professor für Beredsamkeit und Dichtkunst an die neu gegründete Universität Kiel, wo seine Professur 1672 um das Fach Geschichte erweitert wurde. In Kiel war Morhof auch Bibliothekar und verfasste dort seine bedeutendsten Werke. Er starb am 30. Juli 1691 in Lübeck nach der Heimkehr aus Bad Pyrmont.
Als Dichter unbedeutend, ist Morhof dennoch sehr wichtig als Begründer der allgemeinen Literaturgeschichte, und zwar durch die Werke Unterricht von der deutschen Sprache und Poesie, worin er auch einen Überblick über die außereuropäischen Literaturen gibt, und Polyhistor. Beide Werke waren über die Barockzeit hinaus von erheblicher Bedeutung für die Entwicklung der deutschen Dichtungstheorie.

## Werke (Auswahl)

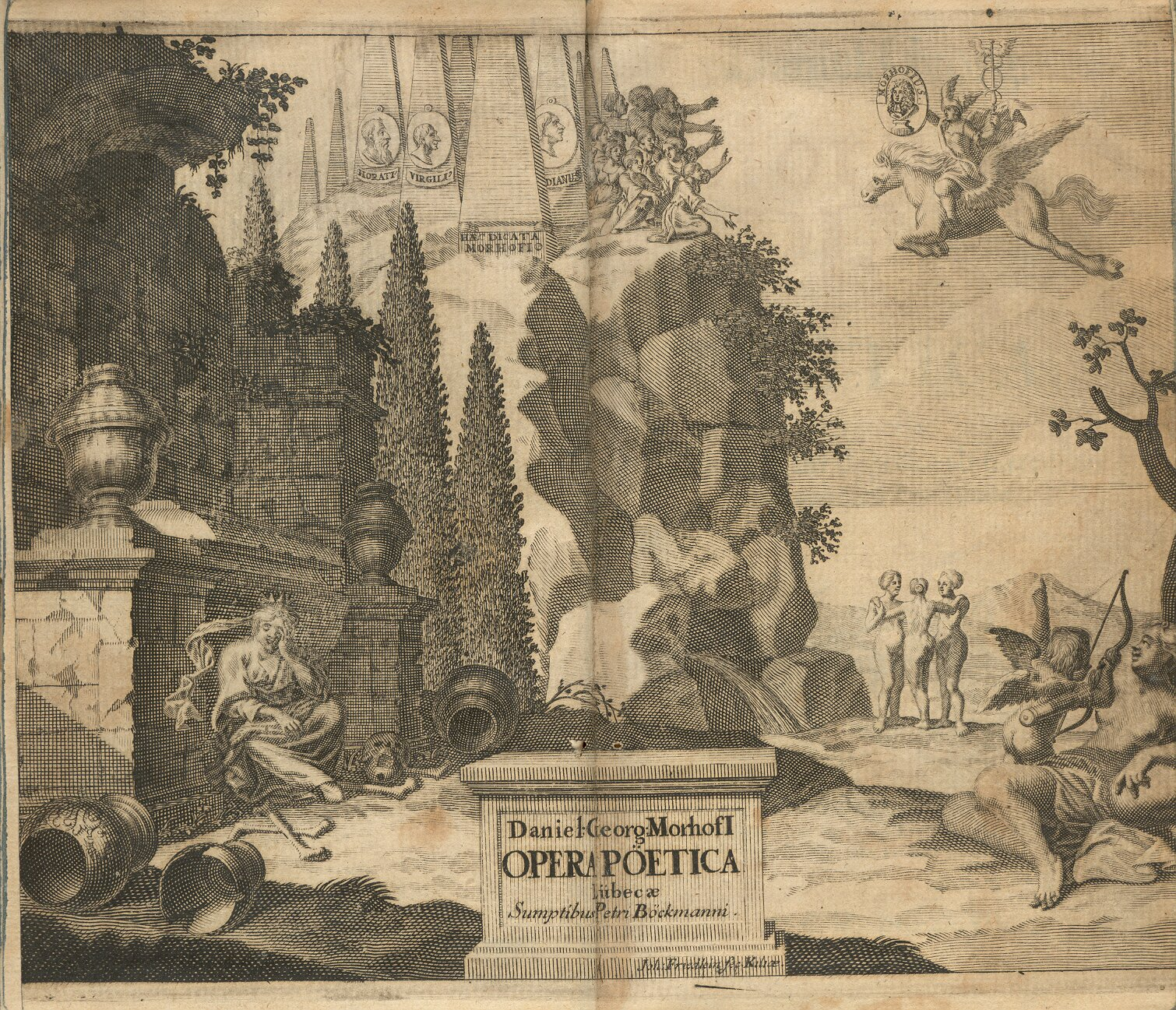
Titelkupfer der Opera poetica, 1697

- De metallorum transmutatione ad … Joelem Langelottum Serenissimi Principis Cimbrtici Archiatrum Celeberrimum Epistola. Hamburg u. Amsterdam 1673 (Digitalisat, Exemplar der Herzog August Bibliothek).

Anon. dt. Übs. u.d.T. Vom Goldmachen. Bayreuth 1704 u.ö.
- Opera poetica. Lübeck 1697 (Digitalisat bei CAMENA).
- Polyhistor, Literarius, Philosophicus Et Practicus. Lübeck 1688 u.ö. (Repr. Aalen 1970, Digitalisat der 3. Auflage Lübeck 1732, Exemplar der Herzog August Bibliothek).
- Unterricht von der Teutschen Sprache und Poesie. Kiel 1682. (Digitalisat und Volltext im Deutschen Textarchiv, Ndr., hrsg. H. Boetius, Bad Homburg 1969; ohne die Gedichtbeispiele).